# Anna Szwabowska
Anna Szwabowska, po mężu Pyjos, znana także jako „Di Stefano w spódnicy” (ur. 23 sierpnia 1934 w Krakowie, zm. 5 czerwca 2024) – polska piłkarka ręczna, mistrzyni i reprezentantka Polski.

## Życiorys
Była zawodniczką Cracovii (1953–1963).
Dziewięciokrotnie zdobywała mistrzostwo Polski, w tym pięciokrotnie w odmianie siedmioosobowej (1957, 1958 – hala, 1958 – boisko otwarte, 1960, 1961) i czterokrotnie w odmianie jedenastoosobowej (1956, 1959, 1961, 1962). Czterokrotnie zdobyła wicemistrzostwo Polski w „siódemce” (1955, 1959, 1962, 1963), dwukrotnie w „jedenastce” (1957, 1958).
Reprezentowała Polskę na V Światowym Festiwalu Młodzieży i Studentów w 1955 oraz na mistrzostwach świata w „siódemce” w 1957 roku (7. miejsce) i 1962 roku (7. miejsce) oraz na mistrzostwach świata w „jedenastce” w 1960 roku (6. miejsce). Łącznie w I reprezentacji Polski wystąpiła w 20 spotkaniach w „siódemce”, strzelając 24 bramki (1957–1962) oraz w 26 spotkaniach (z 28 rozegranych przez reprezentację) w „jedenastce”, strzelając 29 bramek (1955-1961). W odmianie jedenastoosobowej była rekordzistką Polski pod względem liczby występów i liczby bramek.
W plebiscycie „Sportu” została wybrana najlepszą polską zawodniczką na środku rozegrania w okresie 1945–1985 (razem z Jutą Kostorz. W 1964 otrzymała tytuł Zasłużonego Mistrza Sportu (jako pierwsza kobieta w historii polskiej piłki ręcznej), w 2013 roku została odznaczona Złotą Odznaką Związku Polskiej Piłki Ręcznej w Polsce.
Była absolwentką technikum ekonomicznego, pracowała jako pracownik administracyjno-księgowy w szkolnictwie. W 1991 roku przeszła na emeryturę.
Jej mężem był piłkarz ręczny i koszykarz Wisły Kraków, Roman Pyjos, z którym miała syna Artura, jej siostrą była piłkarka ręczna Alicja Górnisiewicz.
Została pochowana na Cmentarzu Rakowickim.